# Fatoumata Ba
Fatoumata Ba (* 1986 in Dakar) ist eine senegalesische Unternehmerin, die dem Volk der Fulbe angehört. Sie war Geschäftsführerin der Jumia-Ableger Elfenbeinküste und Nigeria und ist Gründerin der Wagniskapitalfirma Janngo.

## Leben
Bas Eltern kommen aus bescheidenen Verhältnissen. Der Vater machte in Teilzeit eine Ausbildung als Master of Business Administration und arbeitete danach bei internationalen Institutionen. Die Familie konnte es sich leisten zu reisen, Ba und ihre drei Brüder besuchten gute Schulen. Mit neun erriet Ba das Computer-Kennwort ihres Vaters, der ihr daraufhin auftrug, für ihn Powerpoint-Präsentationen vorzubereiten. Mit 16 baute sie sich ihre erste Website. Ba studierte in Toulouse und war danach bei einer Technologie-Beratungsfirma angestellt. Dabei half sie europäischen Unternehmen beim Thema Digitalisierung weiter.
Als sie begann, sich leer zu fühlen und eine Art von Mission zu suchen, kündigte Ba und gründete 2013 eine Tochtergesellschaft der Shopping-Plattform Jumia in der Elfenbeinküste und anschließend einen weiteren Jumia-Ableger im nigerianischen Lagos. Jumia Nigeria wurde die größte E-Commerce-Website Afrikas in Bezug auf Marktanteil, Beschäftigte und Einnahmen. Für das „Amazon Afrikas“ ersann Ba einen mobilen Bezahldienst, der auf die Bedürfnisse der afrikanischen Kunden ausgerichtet ist.
Da Ba gerne selber Investorin sein und der schnell wachsenden afrikanischen Bevölkerung einen Zugang zu Finanzierungsmöglichkeiten für Unternehmen ermöglichen wollte, kündigte sie bei Jumia und steckte ihr gesamtes Geld in die Wagniskapitalfirma Janngo. Das Wort „Janngo“ bedeutet auf Fulani „morgen“, das Angebot der Firma richtet sich in erster Linie an junge Menschen und Frauen sowie an kleinere und mittlere Unternehmen. Ba stellte das Unternehmen dem französischen Präsidenten Emmanuel Macron sowie dem Premier- und dem Digitalminister der Elfenbeinküste vor und sammelte 2018 Investments u. a. von der Unternehmerfamilie Mulliez ein.
Auf der DLD-Konferenz 2019 bezeichnete Ba Afrika als einen „Kontinent der Möglichkeiten“.

## Auszeichnungen
- Young Global Leader auf dem Weltwirtschaftsforum (2019)[7]
- Choiseul 100 Africa Economic Leaders of Tomorrow (2015)[8]
- 30 under 30 verliehen von Forbes Africa (2016)[3]
- Aenne Burda Award for Creative Leadership (2019)[9][10]